# بحيرة تيمرقانين
بحيرة تيمرقانين (Garaet Timerganine) من أشهرالبحيرات على مستوى ولاية أم البواقي حيث يعد الموقع فضاء إيكولوجي وسياحي هام إذ يشهد إقبالا من الزوار خاصة أن البحيرة تضم أصنافا من الطيور المهاجرة.
صنفت البحيرة ضمن إتفاقية رامسارللمناطق الرطبة في: 18 ديسمبر 2023 وتتربع على مساحة 1460 هآ

## وصف
الموقع عبارة عن مياه ضحلة مؤقتة من المياه العذبة،محاط بسهل ملح كبير للغاية محاط بنباتات نباتية ملحية ومحاصيل الحبوب إضافة لكونها منطقة تعشيش مهمة للطيور مثل :
1. البط الأبيض المهددة بالانقراض Oxyura leucocephala ،
2. البط البري الرخامي الضعيف Marmaronetta angustirostris
3. البطة المهددة بالانقراض Aythya nyroca.

أما بخصوص الحيوانات الأخرى فتشمل :
- الخنزير البري Sus scrofa
- ابن آوى الذهبي Canis aureus
- ضفدع الصحراء Rana saharica.

تحتاج المجتمعات المحلية أيضًا إلى هذا الموقع لسبل عيشهم ولاحتجاز المياه والسيطرة على الفيضانات وقدرات الاحتفاظ بالرواسب ،وتعد المنطقة المحيطة بالموقع تشغلها محاصيل القمح القاسي ، والمراعي التي تعتمد على Chenopodiaceae ومناطق الماشية التي يتم استغلالها بشكل مفرط وبالتالي لديها غطاء نباتي منخفض وكذلك كتلة حيوية منخفضة من النباتات المعمرة.
يتم تنفيذ مشاريع بحثية في الموقع ولكن لا توجد تدابير إدارة خاصة بالموقع على الرغم من وجود تدابير للحفاظ على غابات ولاية أم البواقي 

## تهديدات
تناقص عدد طيور النحام بسبب الجفاف 

## وصلة خارجية
- المواقع السياحية بولاية أم البواقي